# Acraea nigromarginata
Acraea nigromarginata är en fjärilsart som beskrevs av Le Doux 1932. Acraea nigromarginata ingår i släktet Acraea och familjen praktfjärilar. Inga underarter finns listade i Catalogue of Life.